# Per-Olof Ahl
Per-Olof K:son Ahl, född 23 januari 1919 i Mjölby, död 2 november 1996 i Göteborg, var en svensk entreprenör.
Ahl, som var mjölnarson, var under lång tid verksam som handelsresande och grundade 1953 i Göteborg "Kappaffären", vilken var belägen på Omvägen i Kallebäck. Under namnet Kapp-Ahl AB utvecklades företaget till en riksomfattande butikskedja och Ahl var dess innehavare fram till 1986, då han överlämnade ansvaret till sonen Pieter (född 1948). År 1960 blev han innehavare av Jonsjö säteri vid Veddige.
Ahl skrev böckerna Kappor till varje pris (1957, femte upplagan 1968) och "Jag ser tillbaka”: kappor till varje pris (1984). Han är begravd på Örgryte gamla kyrkogård.